# Angara Airlines
Angara Airlines (Russisch: Авиакомпания Ангара) of ARZ-403 Airlines is een Russische luchtvaartmaatschappij met thuisbasis in Irkoetsk. Angara Airlines voert binnen Russische Verre Oosten passagiers- en vrachtchartervluchten uit. 
De vloot van Angara bestaat uit:
- 3 An-148
- 2 An-2
- 7 An-24
- 3 An-26
- 11Mi-8 Helikopters